# Huan, Qingyang
Huan är ett härad inom Qingyangs stad på prefekturnivå i provinsen Gansu i nordvästra Kina.
Huan är indelat i tio köpingar, tio socknar och en administrativ enhet på sockennivå.
Köpingar (zhen):

- Chedao (车道镇)
- Fanjiachuan (樊家川镇)
- Hedao (合道镇)
- Hongde (洪德镇)
- Huancheng (环城镇)
- Hudong (虎洞镇)
- Maojing (毛井镇)
- Mubo (木钵镇)
- Quzi (曲子镇)
- Tianshui (甜水镇)

Socknar (xiang):

- Bazhu (八珠乡)
- Gengwan (耿湾乡)
- Lujiawan (芦家湾乡)
- Luoshanchuan (罗山川乡)
- Nanqiu (南湫乡)
- Qintuanzhuang (秦团庄乡)
- Shancheng (山城乡)
- Tianchi (天池乡)
- Xiaonangou (小南沟乡)
- Yanwu (演武乡)

Område på sockennivå:
- Siheyuan Lüyou Kaifa Bangongshi turistområde (四合原旅游开发办公室)